# Марк Семпроний Тудитан (консул 240 года до н. э.)
Марк Семпроний Тудитан (лат. Marcus Sempronius Tuditanus; III век до н. э.) — римский политический деятель из плебейского рода Семпрониев, консул 240 года до н. э. Его отец и дед носили преномены Гай и Марк соответственно.
О Марке Семпронии известно только, что он занимал две магистратуры: в 240 году до н. э. он был консулом совместно с Гаем Клавдием Центоном, а в 230 году до н. э. — цензором совместно с Квинтом Фабием Максимом, позже известным как Кунктатор.